# 文穎
參數所指定的目標頁面不存在，建議更正成存在頁面或直接建立下列一個頁面（建立前請先搜尋是否有合適的存在頁面可以取代）：
- 文穎 (消歧義)

文穎字叔良，南陽人。漢末三國（曹魏）時史學家。

## 事跡
文穎仕劉表為荊州從事，與王粲交好。曾奉命出使劉璋。後在魏官甘陵丞。文穎曾作《漢書注》，对地理名物制度广有涉及，而地理方面尤为突出；从音韵、训诂方面来讲文颖注能夠反映当时读音的一些情况。其注屬唐前二十三家《漢書》注之一。